# Magnus Holgersson Areschoug

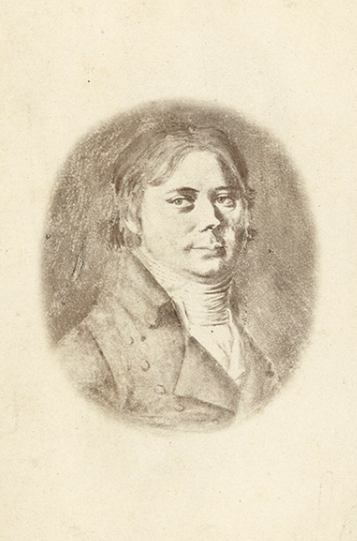
Magnus Holgersson Areschoug (1733-1798)

Magnus (Måns) Holgersson Areschoug, född 17 december 1733 i Simrishamn, död 1798 i Simrishamn, var en svensk köpman, rådman och fideikommissarie.
Han instiftade genom testamente det Areskougska fideikommisset i Järrestads härad bestående av: Karlaby gård i Wemmerlöf, Stiby gård i Stiby socken, Tommarps Nygård i Tommarps socken och Viarp i Simris socken. Gårdarna köptes mellan 1768 och 1784. Enligt anteckningar i Ystad skall han ha varit Simrishamns rikaste man. Köpmansfamiljen bodde i hörnet av nuvarande Storgatan och Stortorget på "Samuelsonska gården", mitt emot kyrkan i Simrishamn.
Han var gift första gången 1756 med Ludowica (Lovisa) Sjöbohm (1728-1772), dotter till David Sjöbohm och Engela Ludvigsdotter Praetorius. Gift andra gången 1772 med Ulrica Eleonora Pletz (1744-1797), dotter till Christian Pletz och Johanna Holm.
Areschoug fick 5 barn varav endast 2 överlevde till vuxen ålder, (Holger Areskoug & Engela Areskoug). Han var son till köpmannen Holger Areschoug och Anna Greta Persdotter Sture.